# 张道中
张道中（？—？），中华人民共和国邮递员，山西榆次邮电局邮递员，模范青年邮递员。

## 生平
1954年，当选第一届全国人民代表大会代表。